# 鼻孔斑皿蛛
鼻孔斑皿蛛（学名：Lepthyphantes nasus）为皿蛛科斑皿蛛属的动物。在中国大陆，分布于辽宁等地。